# Cheylat
Der Cheylat (französisch: Ruisseau du Cheylat) ist ein kleiner Fluss im Zentralmassiv von Frankreich, der im Département Cantal der Region Auvergne-Rhône-Alpes westlich der Stadt Riom-ès-Montagnes verläuft.

## Geografie

### Verlauf
Der Cheylat entspringt am Plateau de Trizac im südwestlichen Gemeindegebiet von Collandres, entwässert mit einem Bogen über Ost generell in nördlicher Richtung durch den Regionalen Naturpark Volcans d’Auvergne und mündet nach rund 16 Kilometern an der Gemeindegrenze von Menet und Valette als rechter Nebenfluss in die Sumène. Im Oberlauf durchquert der Cheylat ein großes Feuchtgebiet im Naturpark. Hier bildet der Fluss auch mehrere Kaskaden, die markanteste ist die Cascade de Ribeyrette.

### Orte am Fluss
(Reihenfolge in Fließrichtung)
- Collandres
- La Ribeyrette, Gemeinde Riom-ès-Montagnes
- Rignac, Gemeinde Riom-ès-Montagnes
- Tautal Haut, Gemeinde Valette
- Montsistrier, Gemeinde Menet